# جیووانی لاورندی
جیووانی لاورندی (انگلیسی: Giovanni Lavrendi؛ زادهٔ ۲۰ آوریل ۱۹۸۶) بازیکن فوتبال اهل ایتالیا است.
از باشگاه‌هایی که در آن بازی کرده‌است می‌توان به باشگاه فوتبال رجینا اشاره کرد.